# Bouillon Gottfried

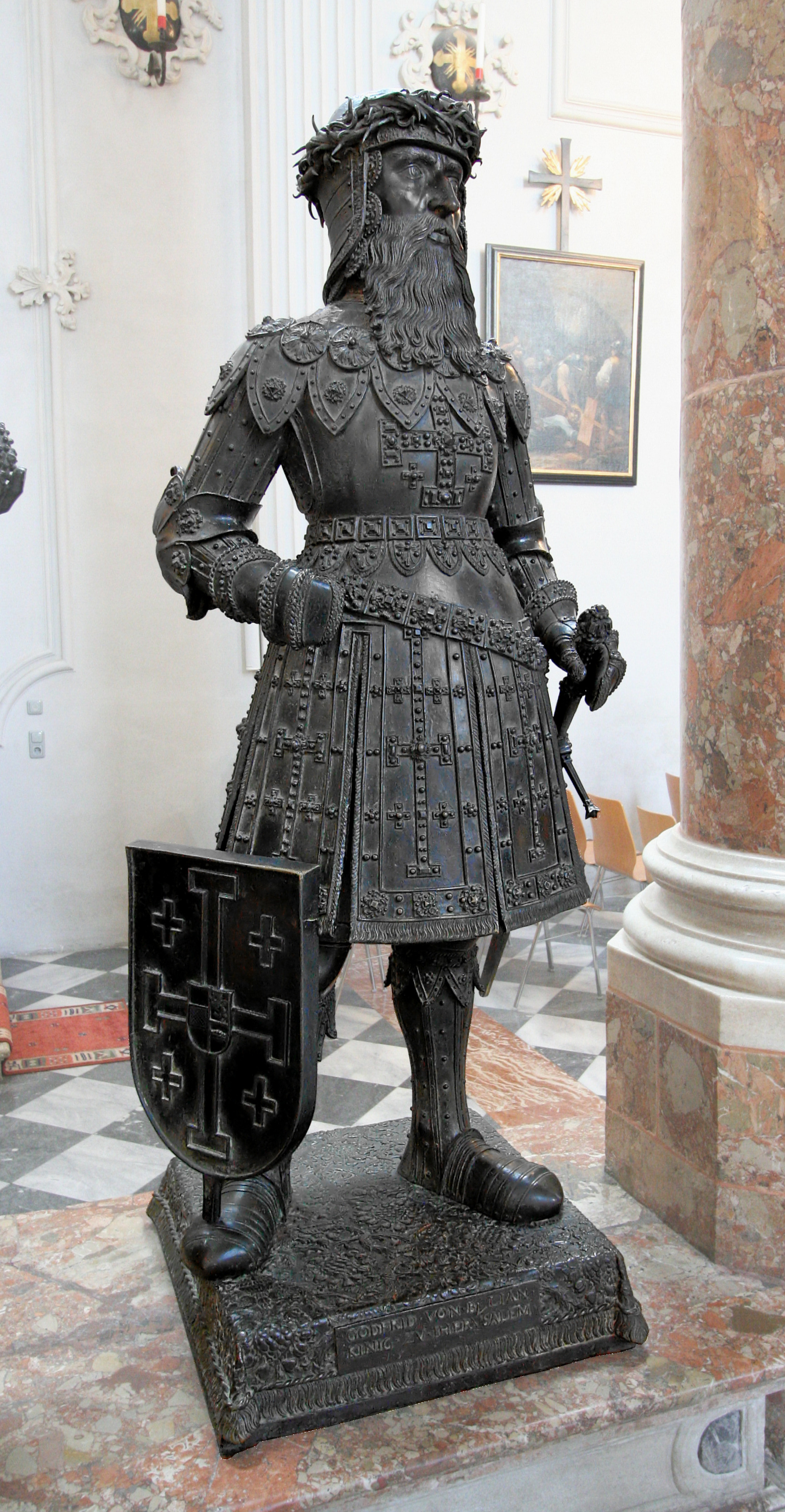
Bouillon Gottfried bronz szobra az innsbrucki Hofkirche templomban.

Bouillon Gottfried (franciául: Godefroy de Bouillon; Boulogne-sur-Mer, 1060. szeptember 18. – Jeruzsálem, 1100. július 18.) középkori flamand lovag és katona volt, aki az első keresztes hadjárat vezetőjeként vonult be a történelembe. 1076-tól Bouillon várának ura (ahonnan a nevét is kapta) és antwerpeni őrgróf volt. 1087-ben megszerezte Alsó-Lotaringia trónját is. Jeruzsálem 1099-es elfoglalása után pedig ő lett a Jeruzsálemi Királyság első uralkodója, bár nem használta a király címet.
II. Eustache boulogne-i gróf és Lotaringiai Ida (III. Gottfried alsó-lotaringiai herceg lányának) második fiaként született, anyai ágon Nagy Károlyig vezették vissza a családfáját.

## Élete

### A keresztes háborúk előtt
Bouillon Gottfried 1060 körül született valószínűleg a franciaországi Boulogne-sur-Mer-ben, vagy egy 13. századi krónikás szerint a Brüsszel közelében fekvő Baisyben, Brabantban (ma Baisy-Thy néven Genappe egyik városrésze Belgiumban). Az a tény, hogy másodszülöttként jött a világra, meghatározta egész életét, mivel ebben az időben az elsőszülött örökölte szülei összes földjét. A másodszülött Gottfried így legjobb esetben is csak egy gazdag nemes befolyásos lovagja lehetett. Ekkor történt, hogy anyai nagybátyja, Púpos Gottfried, Alsó-Lotaringia hercege gyermektelenül halt meg, és örököséül unokaöccsét, Gottfriedet jelölte ki. Ez a hercegség fontos szerepet játszott az idő tájt mint ütközőzóna Franciaország és a Német-római Birodalom között, ami Gottfried korában hercegségek és királyságok laza szövetsége volt.
Alsó-Lotaringia különösen fontos volt IV. Henrik német király és jövendő német-római császár számára is. Ezért 1076-ban elhatározta, hogy saját fiát ülteti a hercegség trónjára, és cserébe Gottfriednek adja Bouillont és az Antwerpeni Őrgrófságot, próbára téve a férfi hűségét. Gottfried biztosította Henriket lojalitásáról, amikor az szembe került VII. Gergely pápával az invesztitúraharcokban. A bouilloni herceg harcolt Henrik seregeiben az ellenséges Rudolf sváb herceg ellen és részt vett annak itáliai hadjáratában is, amikor megostromolta Rómát. Eközben Gottfried azon örökségeiért is küzdelmet vívott, amiket Henrik nem vett el tőle. Matilda toszkán márkinő, Gottfried nagybátyjának özvegye viszont szintén magának követelte ezeket a birtokokat. Több másik, családon belüli és kívüli ellenfél is megpróbálta megszerezni Gottfried egyes területeit, köztük III. Albert namuri gróf, I. Walerán limburgi gróf. Gottfried bátyjai, III. Eustache boulogne-i gróf és Balduin ekkor segítségére siettek. Hosszú harcok árán, IV. Henrikhez mindvégig hűen maradva 1089 körül sikerült visszaszereznie Alsó-Lotaringiát, így lett V. Gottfried néven a hercegség ura.

### Az I. keresztes hadjárat
1095-ben II. Orbán pápa háborúra hívta a keresztény világot, a Szentföldet és Jeruzsálemet immár közel négyszáz éve uraló iszlám ellen. A első keresztes hadjárat iránti lázas lelkesedés pillanatok alatt a hatalmába kerítette egész Európát. A pápa – kiközösítés terhe mellett – teljes egyházi oltalom alá helyezte a lovagok és keresztes vitézek házát, javait és családját, valamint ígéretet tett minden egyházilag – vezeklésként vagy fenyítésként – kirótt büntetés elengedésére azok számára, akik részt vesznek a keresztes hadjáratban: „Mi Isten irgalmasságából, és a szent apostolokra, Péterre és Pálra támaszkodva minden hívő kereszténynek, aki fegyvert fog a pogányok ellen, és magára veszi ennek a zarándoklatnak a terhét, elengedjük a büntetést, amelyet az egyház rájuk kirótt.”
Gottfried legtöbb birtokára hitelt vett fel, vagy eladta azokat, közte névadó várát, Bouillon várát Otbert liège-i püspöknek illetve Richer verduni püspöknek, és a pénzből lovagok ezreit toborozta, hogy az oldalán harcoljanak a Szentföldön. 500-500 ezüstöt kapott ezenkívül a mainzi illetve a kölni zsidó hitközségtől, hogy az áthaladás során a zsidók biztonságát szavatolja. Bátyja, Eustache és birtok nélkül maradt öccse, Balduin is felvették a keresztet.
Nem ő volt az egyetlen nemes, aki erre az útra lépett: a hatvanas évei felé járó Toulouse-i Rajmund elsőként csatlakozott a pápa felhívásához, sőt ő volt az egyedüli, akivel a pápa megbeszélte a keresztes hadjárat tervét. Korából és tekintélyéből fakadóan Rajmund elvárta, hogy ő lehessen az egész hadjárat vezetője. Monteil-i Adhemar pápai legátus, Le Puy püspöke is velük tartott. A sereg vezetője volt még továbbá a heves természetű Tarantói Bohemund, dél-itáliai hercegséggel rendelkező normann lovag is unokaöccsével, Tankréddal. A jeles személyiségek közé tartozott még Flandriai Róbert, aki később Jeruzsálemi Róbert néven vált ismertté. A nagy hadvezérek között egy király sem volt, de I. Fülöp francia király öccse, I. Hugó vermandois-i gróf, továbbá II. Róbert normandiai herceg, II. Vilmos angol király bátyja is a részt vett a hadjáratban.
Minden egyes sereg külön úton indult el a Szentföld felé. Gottfried és két bátyja 1096 augusztusában indult el egy sereg élén Lotaringiából a „Nagy Károly útján”, a Rajna és a Duna mentén. Szeptemberben Magyarországon Kálmán király személyesen fogadta a lovagokat és megállapodást kötöttek az áthaladás feltételeiről; erre a korábban átvonuló keresztes csapatok (Szegények keresztes hadjárata) fosztogatásai miatt volt szükség.
Gottfried és seregei (Amiens-i Péter nyáron érkező rablóbandáját leszámítva) másodiknak értek Konstantinápolyba Vermandois-i Hugó után. A maradék keresztes hadak is megérkeztek a következő hónapok folyamán. Ekkor I. Alexiosz bizánci császárnak 4-8000 felszerelt lovag és 25-55 000 gyalogos táborozott a küszöbén. Ám Gottfriednak és I. Alexiosznak különböztek a céljaik: A bizánci császár arra akarta felhasználni a kereszteseket, hogy visszaszerezze a szeldzsuk törökök által elfoglalt területeit Anatóliában; a lovagok célja ezzel szemben az volt, hogy visszafoglalják Palesztinát, és keresztény államokat alapítsanak a levantei partvidéken. Az eredetileg csak nyugati zsoldosokra váró bizánci császár az ellátmány visszatartásával azonban arra kényszerítette a kereszteseket, hogy tegyenek neki hűségesküt. Gottfried és a többi lovag eleinte ellenálltak, végül letették az eskünek egy módosított változatát. 1097-től a lovagok készen álltak, hogy csatába vonuljanak.
Az első jelentős győzelmet a bizánci seregek oldalán 1097 júniusában, Nikaia ostrománál aratták. Gottfried és lotaringiai lovagjai kisebb jelentőségű szerepet játszottak Nikaia ostroma során, szemben Bohemunddal, aki oroszlánrészt vállalt a csata megvívásában. Alexiosz különbékét kötött a törökökkel és a várost visszacsatolta a Bizánci Birodalomhoz. Ez a titkos megállapodás is elősegítette a keresztesek és Bizánc összekülönbözését.
Gottfried továbbra is csak mellékes szerepet vállalt az iszlám elleni küzdelemben, egészen Jeruzsálem 1099-es ostromáig. A korábbi időkben segített megerősíteni az első csatasort, például a dorülaioni csatában, miután az I. Kilidzs Arszlán vezette szeldzsukok körbevették a várost. Egy másik keresztes hadúr segítségével megtámadta a szeldzsuk tábort és kifosztotta azt. 1098-ban Gottfried részt vett Antiochia visszafoglalásában, amely az év június 3-án esett el, hosszú és véres harc után. Az ostrom közben több keresztes reménytelennek ítélte az egész hadjáratot és visszatért Európába. I. Alexiosz, hallva a demoralizálódásról, úgy ítélte meg, hogy az egész ostrom elbukott, és nem küldött segítséget a kereszteseknek azok kérése ellenére. Amikor végül a keresztesek bevették a várost, kijelentették, hogy az Alexiosznak tett esküjük ezzel érvénytelen. Bohemund, aki először lépte át a város kapuit, magának követelte a zsákmányt. Hamarosan a moszuli emír seregeket küldött a város felmentésére, amely Kerboga vezetésével meg is ütközött a keresztesekkel, de a csata ismét keresztény győzelemmel végződött.
A keresztes csapatok ezután szétoszlottak és így indultak tovább útjukon. Le Puy-i Adhemar püspök meghalt Antiochiában. Bohemund északon maradt, hogy megvédje újonnan szerzett fejedelemségét, Balduin, Gottfried öccse pedig elhatározta, hogy a Szentföld északi részén szerez magának területet Edessza központtal. A legtöbb csapat azonban folytatni akarta az utat dél felé, Jeruzsálembe, de Toulouse-i Rajmund több lovagot is a saját szolgálatába állított, például Bohemund unokaöccsét, Tankréd lovagot, és már azon is elgondolkodott, hogy folytassák-e a hadjáratot. Pár hónap veszteglés után a maradék keresztesek rákényszerítették Rajmundot az út folytatására, Gottfried pedig gyorsan csatlakozott hozzá. Ahogy vonultak Jeruzsálem felé, a kereszteseknek egy újabb ellenséggel kellett szembe nézniük. Most már nem szeldzsuk területen jártak. Átlépték a Fátimida Kalifátus határát, melynek központja a messzi Kairóban feküdt, Egyiptom szívében. Ez a hatalmas állam szerezte meg a szent várost 1098 augusztusában. A kereszteseknek velük kellett megküzdeniük, hogy elérjék az első keresztes hadjárat végső célját, és megostromolhassák Jeruzsálemet.
A keresztény seregek 1099. június 7-én érték el a várost és falétrákat építettek, hogy felmásszanak a falakra. A fő támadást 1099. július 14/15-én hajtották végre. Gottfried az első lovagok között volt, akik átmásztak a falakon és beléptek a városba. Közben a többiek hatalmas csapásokat mérve gyilkolták halomra a védőket és a város muszlim lakosságát, a zsinagógába menekült zsidókra pedig rágyújtották az épületet. Véget ért a három évnyi küzdelem, és elérték, amiért 1096-ban elindultak: visszafoglalták a Szentföldet, Jeruzsálemet és a szent helyeket, például a Szent Sír-templomot, mely a legenda szerint Jézus sírjára épült.
A város bevétele után július 22-én egy tanácskozást tartottak a Szent Sír Bazilikában. Toulouse-i Rajmund visszautasította a királyi címet, de mégis reménykedett, hogy a többi nemes kitart a megválasztása mellett. Gottfried, aki a második legnépszerűbb hadvezér volt Rajmund után, nem bizonyult ennyire szerénynek. Rajmund felháborodott Gottfried megválasztásán, és seregeivel kivonult a városból.

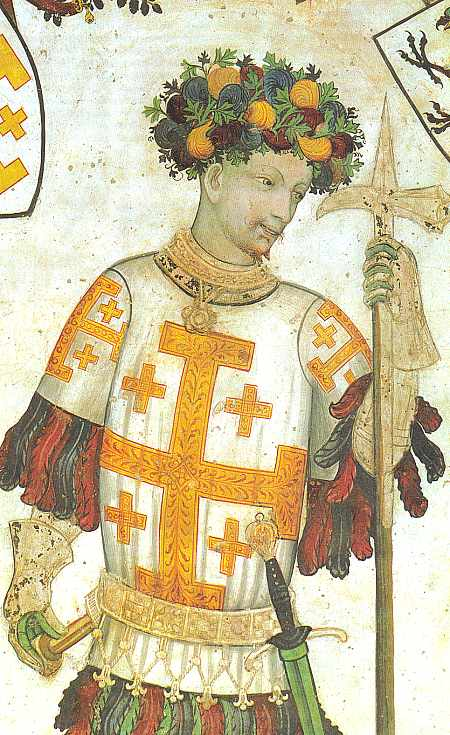
Bouillon Gottfried, Giacomo Jaquerio freskója az 1420-as évekből.

### A Jeruzsálemi Királyság
Gottfried visszautasította, hogy „királlyá” koronázzák abban a városban, ahol Jézus Krisztus meghalt. Címének meghatározása és jelentése azonban ellentmondásos. Noha széles körben az „Advocatus Sancti Sepulchri”, vagyis „a Szent Sír védelmezője” névvel illetik, ez a cím egyetlen levélben szerepel, amit nem maga a herceg írt. Ezzel szemben Gottfried a sokkal félreérthetőbb princeps titulust, vagy egyszerűen csak az otthoni, alsó-lotaringiai birtokairól hozott dux címet használta.  Egyes történészek Gottfriedet tartják a Szent Sír Lovagrend megalapítójának.
Rövid, egyéves uralkodása alatt, Gottfried megvédte királyságát a fátimida támadásoktól, akiket augusztusban legyőzött az aszkalóni csatában. Eközben szembehelyezkedett Pisai Daimberttel, Jeruzsálem patriarchájával, aki Tankrédot támogatta.
1100-ban Gottfried képtelen volt hódításokkal kiterjeszteni királysága határait, de képes volt rákényszeríteni Akkót, Askelónt, Arszúfot, Jaffát és Caesareát, hogy adófizetői legyenek. Eközben folytatódott a harc Daimberttel, aki Jeruzsálemet a pápa alá akarta rendelni.  Daimbert Gottfried halálakor azonban Haifában tartózkodott, így nem tudta megakadályozni, hogy a herceg összes birtokát öccse, Balduin örökölje. Következésképpen Daimbert kénytelen volt megkoronázni Balduint mint Jeruzsálem első igazi királyát 1101. december 25-én.

## Halála

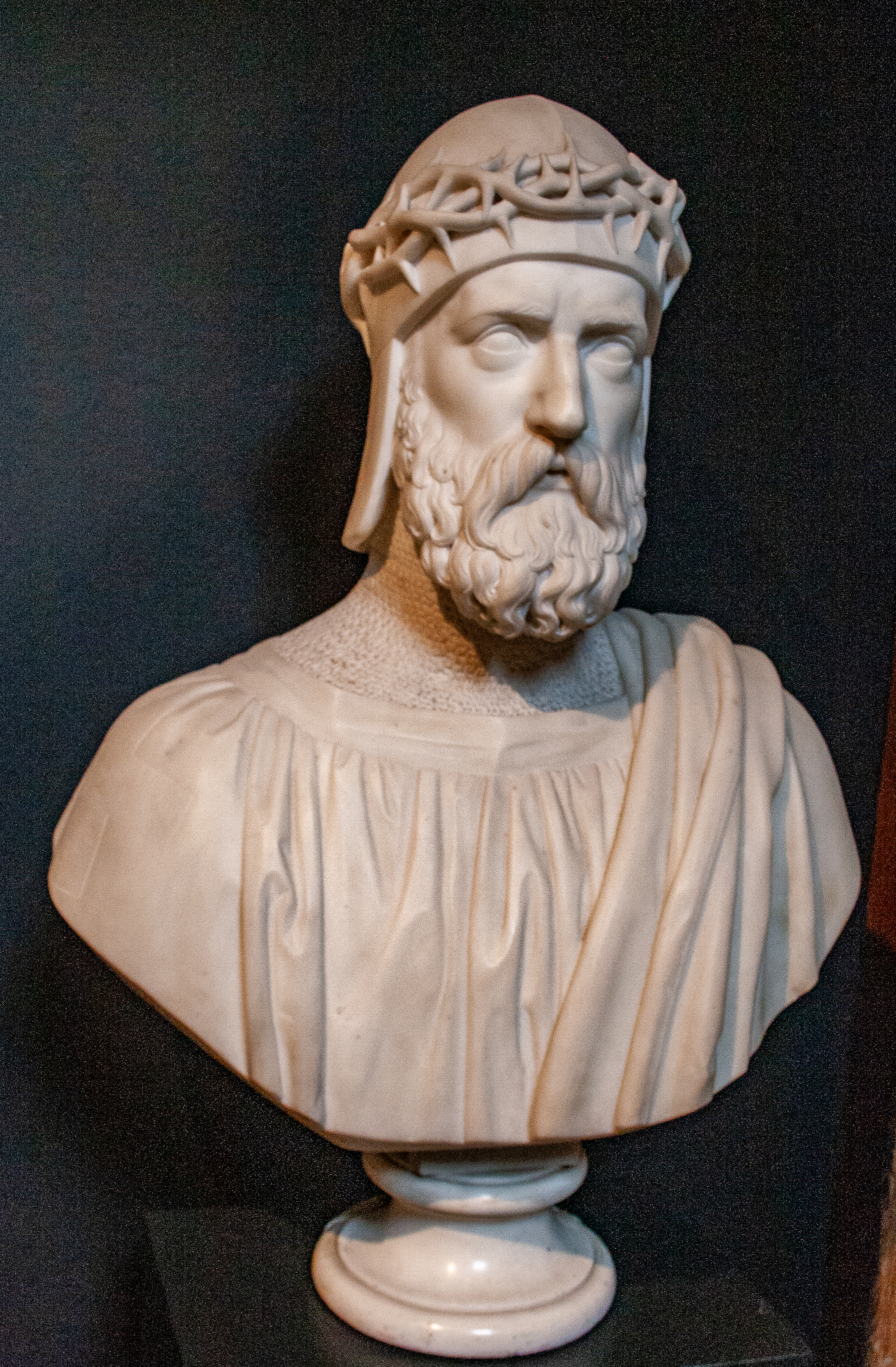
Mellszobra a bouilloni múzeumban

"'Mialatt Akkont ostromolta, Gottfried, Jeruzsálem ura, találatot kapott egy nyíl által, ami megölte őt" - írja az arab krónikás, Ibn al-Kalániszí. A keresztény történetírók azonban másképp vélekednek. Aacheni Albert és Aurai Ekkehard szerint Gottfried Caesareában betegedett meg júniusban, miután a helyi emír megmérgezte őt. Annyi azonban bizonyos hogy Jeruzsálemben halt meg hosszú betegség után.

## Alakja a művészetekben
Boullion Gottfried Torquato Tasso 1575-ben megjelent "Megszabadított Jeruzsálem" c. művében jelenik meg.